# Elīna Babkina
Elīna Babkina (24 de abril de 1989) é uma basquetebolista profissional letã.

## Carreira
Elīna Babkina integrou a Seleção Letã de Basquetebol Feminino, na Pequim 2008, que terminou na nona colocação.